# Edwin Kipyego
Edwin Kipyego (16 november 1990) is een Keniaanse langeafstandsloper, gespecialiseerd in de wegatletiek.

## Loopbaan
Zijn eerste internationale wedstrijden liep hij in Nederland in 2009 tijdens de Zwitserloot Dakrun en Maastrichts Mooiste. Vanaf 2010 tot heden richt hij zich voornamelijk op de halve marathon.
In 2011 won hij de halve marathon van Merano en de halve marathon van Bristol. Tijdens de halve marathon van Nice werd hij derde.
In 2012 vierde hij zijn grootste overwinning tot dan toe tijdens de halve marathon van New Delhi met zijn winnende tijd van 1:00.55.
In 2013 won hij de City-Pier-City Loop in 1:00.05. Hij won brons op de halve marathon van Philadelphia.
In 2015 won hij de 20 km van Marseille-Cassis en werd tweede in de halve marathon van Kopenhagen, waar hij voor het eerst een tijd onder het uur liep.
De City-Pier-City Loop won hij voor de tweede maal in 2016. Hij nam deel aan het Wereldkampioenschap halve marathon in 2016 waar hij twaalfde werd.

## Persoonlijke records
| Onderdeel      | Prestatie | Datum             | Plaats     |
| -------------- | --------- | ----------------- | ---------- |
| 10 km          | 27.49     | 8 juli 2012       | Londen     |
| 15 km          | 42.07     | 13 september 2015 | Kopenhagen |
| 20 km          | 56.25     | 13 september 2015 | Kopenhagen |
| halve marathon | 59.30     | 13 september 2015 | Kopenhagen |
| marathon       | 2:14.28   | 27 oktober 2013   | Frankfurt  |

## Palmares

### 5 km
- 2014: 4e 5 km van Carlsbad - 13.26

### 10 km
- 2009:  Rabo Stratenloop in Bladel - 29.27
- 2010:  Admiral Swansea Bay - 28.39
- 2012:  British London Run in Londen - 27.49
- 2012:  Tout Rennes Court - 27.50
- 2013: 5e Ottawa - 28.21,8
- 2013:  Corrida de São Silvestre in Luanda - 28.39
- 2014: 4e Lowertown Brewery Ottawa - 28.22
- 2015:  Tout Rennes Court - 28.19
- 2015:  La Corrida Internationale de Magné - 29.43
- 2015:  Corrida de São Silvestre in Luanda - 28.51

### 15 km
- 2009:  Van Bank tot Bank Loop in Heerde - 46.36

### 10 Eng. mijl
- 2014: 4e Credit Union Cherry Blossom - 46.19

### 20 km
- 2012:  Marseille-Cassis - 58.16
- 2015:  Marseille-Cassis - 57.18

### halve marathon
- 2010:  halve marathon van Reading - 1:03.03
- 2010:  halve marathon van Bristol - 1:03.08
- 2010:  Great Birmingham Run - 1:03.50
- 2010:  halve marathon van Nottingham - 1:04.48
- 2010:  halve marathon van Cardiff - 1:02.12
- 2011:  halve marathon van Ribarroja - 1:01.23
- 2011:  halve marathon van Reading - 1:03.09
- 2011:  halve marathon van Nice - 1:01.26
- 2011:  halve marathon van Merano - 1:04.11
- 2011:  halve marathon van Albacete - 1:03.07
- 2011:  halve marathon van Bristol - 1:03.20
- 2012:  halve marathon van Eldoret - 1:02.31
- 2012:  halve marathon van Stresa - 1:01.11
- 2012:  halve marathon van Reading - 1:03.08
- 2012: 5e halve marathon van Yangzhou - 1:02.58
- 2012:  halve marathon van New Delhi - 1:00.55
- 2013:  City-Pier-City Loop - 1:00.05
- 2013: 5e halve marathon van Nairobi - 1:02.16
- 2013:  halve marathon van Philadelphia - 1:00.04
- 2014: 6e City-Pier-City Loop - 1:01.50
- 2015: 5e halve marathon van Lissabon - 1:01.48
- 2015:  halve marathon van Kopenhagen - 59.30
- 2016: 5e Halve marathon van Ras al-Khaimah - 1:00.45
- 2016:  City-Pier-City Loop - 1:00.27
- 2016: 12e WK in Cardiff - 1:01.52
- 2017: 6e Halve marathon van Ras al-Khaimah - 1:00.05

### marathon
- 2013: 15e marathon van Frankfurt - 2:14.28
- 2014: 10e marathon van Valencia - 2:17.29

### veldlopen
- 2015:  Cross Guy Dalban in Firminy - 28.12